# Gian & Giovani (álbum de 1995)
Gian e Giovani - Vol 5 é o quinto álbum da dupla sertaneja brasileira Gian & Giovani, lançado em 1995. Após deixarem a Chantecler e assinarem um contrato de 5 discos com a BMG Ariola, Gian & Giovani lançaram seu primeiro trabalho pela nova gravadora, o álbum Gian & Giovani Vol. 5, produzido por Pinocchio, que conta com 14 faixas, entre elas 3 regravações, como a releitura de "Casinha Branca" (Gilson / Joran), gravada por Gilson em 1979 . 
As canções "Viola Caipira", "Depois Do Adeus", "Dói", "Viagem Louca", "Casinha Branca",  dentre outras, foram bastante executadas na época, mas o maior destaque foi a música "O Que É Que A Gente Não Faz Por Amor", que alavancou as vendas do álbum, ganhando assim também um videoclipe.
Com um mês de lançamento, a dupla já comemorava a marca de 150 mil cópias desse trabalho. "É o disco de ouro mais rápido que recebemos, até hoje", disse Giovani, à ocasião do lançamento. Em comemoração a esse feito, resolveram promover o disco em um show no Palace, em São Paulo, onde se resultou no primeiro VHS da dupla, denominado Gian & Giovani - Ao Vivo no Palace, onde os irmãos cantam seus grandes sucessos e também grandes clássicos como "Poeira".
Esse disco chegou a marca de 500.000 mil cópias vendidas, recebendo o disco de platina duplo.

## Faixas
| N.º            | Título                                 | Compositor(es)                    | Duração |  |
| 1.             | "Depois Do Adeus"                      | Rick / João Paulo                 | 3:54    |  |
| 2.             | "Vou Te Procurar"                      | César Augusto                     | 4:43    |  |
| 3.             | "Viola Caipira"                        | Gilson / Carlos Colla             | 2:59    |  |
| 4.             | "Viagem Louca"                         | Zezé Di Camargo                   | 3:32    |  |
| 5.             | "Chuva De Saudade"                     | Lucas Robles / Roberto Merli      | 3:44    |  |
| 6.             | "Espelho das Águas"                    | Paulo Debétio / Paulinho Rezende  | 3:46    |  |
| 7.             | "O Que É Que A Gente Não Faz Por Amor" | Zezé Di Camargo                   | 3:51    |  |
| 8.             | "Dói"                                  | Paulo Debétio / Paulinho Rezende  | 3:51    |  |
| 9.             | "Eu Acredito Nela"                     | Mario Maranhão / Oberdan Oliveira | 2:48    |  |
| 10.            | "Não Vá Embora"                        | Pinocchio                         | 3:36    |  |
| 11.            | "Casinha Branca"                       | Gilson / Joran                    | 3:12    |  |
| 12.            | "Cadê Aquele Amor"                     | Pinocchio                         | 4:18    |  |
| 13.            | "Pedindo Trégua"                       | Bill / Paulo Debétio              | 3:33    |  |
| 14.            | "Por Ela"                              | Rayssa / Ravel                    | 3:30    |  |
| Duração total: | Duração total:                         | Duração total:                    | 51:17   |  |

## Certificações
| Brasil (Pro-Música Brasil)                | 2× Platina | 1995 | 500.000* |
| *número de vendas baseado na certificação |            |      |          |